# Acacesia benigna
Acacesia benigna là một loài nhện trong họ Araneidae.
Loài này thuộc chi Acacesia. Acacesia benigna được miêu tả năm 1994 bởi Glueck.